# Tomakiwka (rzeka)
Tomakiwka (ukr. Томаківка) – rzeka na Ukrainie, prawy dopływ Dniepru.
Długość rzeki 51 km, powierzchnia dorzecza 1015 km², wpada do Zbiornika Kachowskiego.

## Wzmianka z r. 1892
Tomakówka, rzeczka w pow. i guberni ekaterynosławskiej, prawy dopływ Dniepru, uchodzi powyżej miasta Nikopolu.
Naprzeciw ujścia leży skalista wysepka tej nazwy, niegdyś lasem pokryta i zamieszkała przez kozaków Niżowych, z której śledzili poruszania Tatarów w okolicznych stepach.
Ufortyfikował ją podobno ks. Dymitr Wiszniowiecki i na niej miał ukrywać się Bohdan Chmielnicki.
Na wyspie Tomakówce i sąsiednich wysepkach do 1775 r. znajdowała się główna główna sicz Kozaków zaporoskich.